# Musée Gassendi
Das Musée Gassendi ist ein Kunst-, Geschichts- und Naturkundemuseum in der französischen Stadt Digne-les-Bains im Département Alpes-de-Haute-Provence.

## Geschichte
Die Anfänge des Museums reichen bis in die 1880er Jahre zurück. In ihrer Sitzung vom 14. Oktober 1883 regte die Wissenschaftliche Gesellschaft für das damalige Département Basses-Alpes unter ihrem Vizepräsidenten Victor Lieutaud die Schaffung eines Museums in Digne an. Am 1. März 1885 wurde unter dem Vorsitz des Präfekten Huet ein Komitee für die weiteren Vorbereitungen ins Leben gerufen. Durch Präfekturdekret vom 28. Februar 1889 wurde die Gründung einer Museumsgesellschaft und ihre Statuten genehmigt. Am 29. September 1889 wurde in einem Raum der ehemaligen Gendarmerie die erste Ausstellung eröffnet. Die Stadt Digne-les-Bains beschloss am 16. April 1904 den Ankauf des früheren Krankenhauses als Museumsgebäude, das am 11. Oktober 1909 der Öffentlichkeit zugänglich gemacht wurde. 2003 wurde er grundlegend renoviert und die Ausstellungskonzeption überarbeitet.

## Sammlungen
Das Haus verfügt über ein breites Sammlungsspektrum. In der Kunstabteilung werden provenzalische Landschaftsmalerei des 19. Jahrhunderts und zeitgenössische Künstler gezeigt. Das Naturkundemuseum umfasst unter anderem eine umfangreiche lepidopterologische Sammlung. Im botanischen Kabinett würdigt der niederländische Künstler Herman de Vries den in Digne verstorbenen Botaniker Simon-Jude Honnorat, der neben der Flora auch die Geologie und Fossilien der Region erforschte und 1848 das erste Wörterbuch der provenzalischen Sprache mit 1200 Pflanzennamen herausgab. Zwei der historischen Herbarien von Honnorat aus der Zeit um 1800 stehen im Zentrum des Raumes. An den Wänden befindet sich ein Herbarium von 111 von Honnorat inventarisierten Pflanzen, die Herman de Vries im Forêt de faillefeu gesammelt hat. 
In einem Gewölbe werden Objekte aus der lokalen Geschichte von der Bronzezeit bis ins 20. Jahrhundert gezeigt, darunter eine bemerkenswerte Sammlung mittelalterlicher Glaswaren von Ausgrabungen bei der Kathedrale Notre-Dame du Bourg, Aquarelle von Jean-Claude Golvin und ein Rekonstruktionen von Digne in der Antike und im Mittelalter. Auch Leben und Werk des Humanisten Pierre Gassendi, der dem Museum seinen Namen gab, werden in einem eigenen Kabinett gewürdigt. Ein weiterer Raum ist den Arbeiten des Fotografen Bernard Plossu reserviert, der 1994 mit der fotografischen Dokumentation der Region um Digne beauftragt wurde.